# Asteliaphasma
Asteliaphasma é um género de bicho-pau pertencente à família Diapheromeridae.
As espécies deste género podem ser encontradas na Nova Zelândia.
Espécies:
- Asteliaphasma jucundus (Salmon, 1991)
- Asteliaphasma naomi (Salmon, 1991)